# Флинт, Ричард Фостер
Ричард Фостер Флинт (англ. Richard Foster Flint; 1 марта 1902[…], Чикаго, Иллинойс — 6 июня 1976, Нью-Хейвен) — американский геолог и педагог; профессор Йельского университета, председатель совета Геохронометрической лаборатории (с 1950 года).

## Биография
Ричард Флинт родился 1 марта 1902 года в городе Чикаго. Учился в Чикагском университете, где в 1922 году получил степень бакалавра, и в 1925 году степень доктора философии по геологии. Затем Флинт был приглашён в качестве преподавателя в Йельский университет, а в 1945 году получил там звание профессора и занял кафедру геологии.

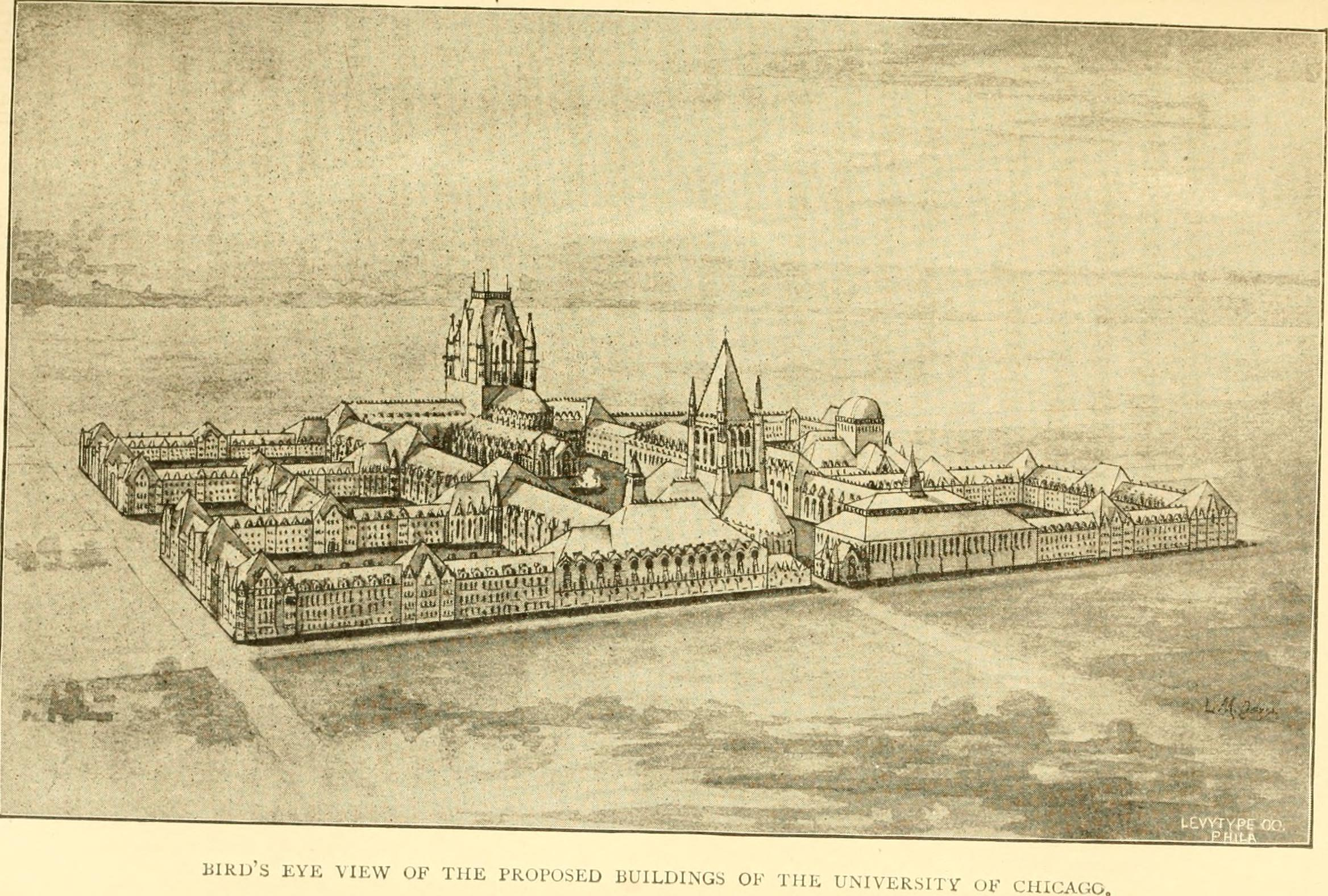
Чикагский университет
(рисунок конца XIX века)

В 1930 году Флин вошёл в состав редакционной коллегии старейшего англоязычного научного журнала Соединённых Штатов Америки — «American Journal of Science».
В 1937 году учёный принял участие в американской арктической экспедиции Л. Бойд, где являлся старшим научным сотрудником.
Ричард Фостер Флинт получил признание в научных кругах за свою ведущую роль в геологии четвертичного периода, а также за обширную работу по изучению последствий оледенений на северо-востоке Америки. Он также провел исследование в штате Вашингтон, чтобы понять влияние последнего ледникового периода на северо-запад, получив некоторую известность благодаря своему несогласию с гипотезой Мизульского наводнения, выдвинутой американским геологом Джоном Харленом Бретцем. Несмотря на то, что он представил довольно подробные и вдумчивые аргументы против возможности катастрофических наводнений в районе озера Мизула, эта теория впоследствии потеряла популярность на основании большого количества контраргументов.
С 1950 года Р. Ф. Флинт занимал пост председателя совета Геохронометрической лаборатории.
Ричард Фостер Флинт умер 6 июня 1976 годжа в городе Нью-Хейвене.
Его научные заслуги были отмечены стипендией Гуггенхайма (1965), медалью Альбрехта Пенка (1966) и медалью Прествича (1972).